# Malergården
Malergården var kunstnerhjem for kunstmaler Sigurd Swane (1879-1973) og hans familie, og er i dag museum. Familien fik opført gården ud til Lammefjorden ved Plejerup i Odsherred, med både plads til atelier, skolestue og landbrugsdrift, og flyttede dertil i 1934. Det var Agnete Swane (1893-1994), Swanes hustru, der tegnede gården. Hun var autodidakt arkitekt trods sin fars formaninger.
Familien ønskede et liv nærmere naturen og flyttede dertil fra Hellerup med børnene Hanne Swane (1926-1986), Henrik Swane (1929-2011) og Gerda Swane (1930-2004). Sigurd Swanes familieportræt ‘Emigranterne’ er fra 1935 og hænger på gården.
I dag er Malergården er en del af Museum Vestsjælland. Kort før sin død testamenterede Gerda Swane gården til Odsherreds Kunstmuseum, og i 2005 kunne den åbne som museum.
Gerda Swane skrev også ‘Swanerne på Malergården’ (Gyldendal, 2000) om sit og familiens liv, både der og i udlandet.
Den faste udstilling består af originalt inventar og værker af først og fremmest Sigurd Swane, men også de øvrige familiemedlemmer, fordelt i husets mange stuer, køkkenet, værelser og ikke mindst Sigurds atelier. Udendørs er en stor have, der går helt ned til vandet, med bl.a. gamle frugttræer.

## Film og optagelser
Som en tidstypisk kulisse er dele af Malergården med i Malou Reymanns film Ustyrlig (2023), der foregår i 1933. Det er scener om den kvindeinstitution der fandtes på Sprogø indtil 1961, hvor piger og kvinder som blev anset for at være på kant med datidens moralbegreber blev placeret i en slags forvaring, der er optaget på gården.
I 1992 filmede journalist Gyda Uldall  dokumentaren Swanernes hus: 99 års fødselsdag på Malergården, til Agnete Swanes fødselsdag.
I 1945 blev der optaget en kort stumfilm med Sigurd Swane, der malede på Malergården.